# Lycoris radiata

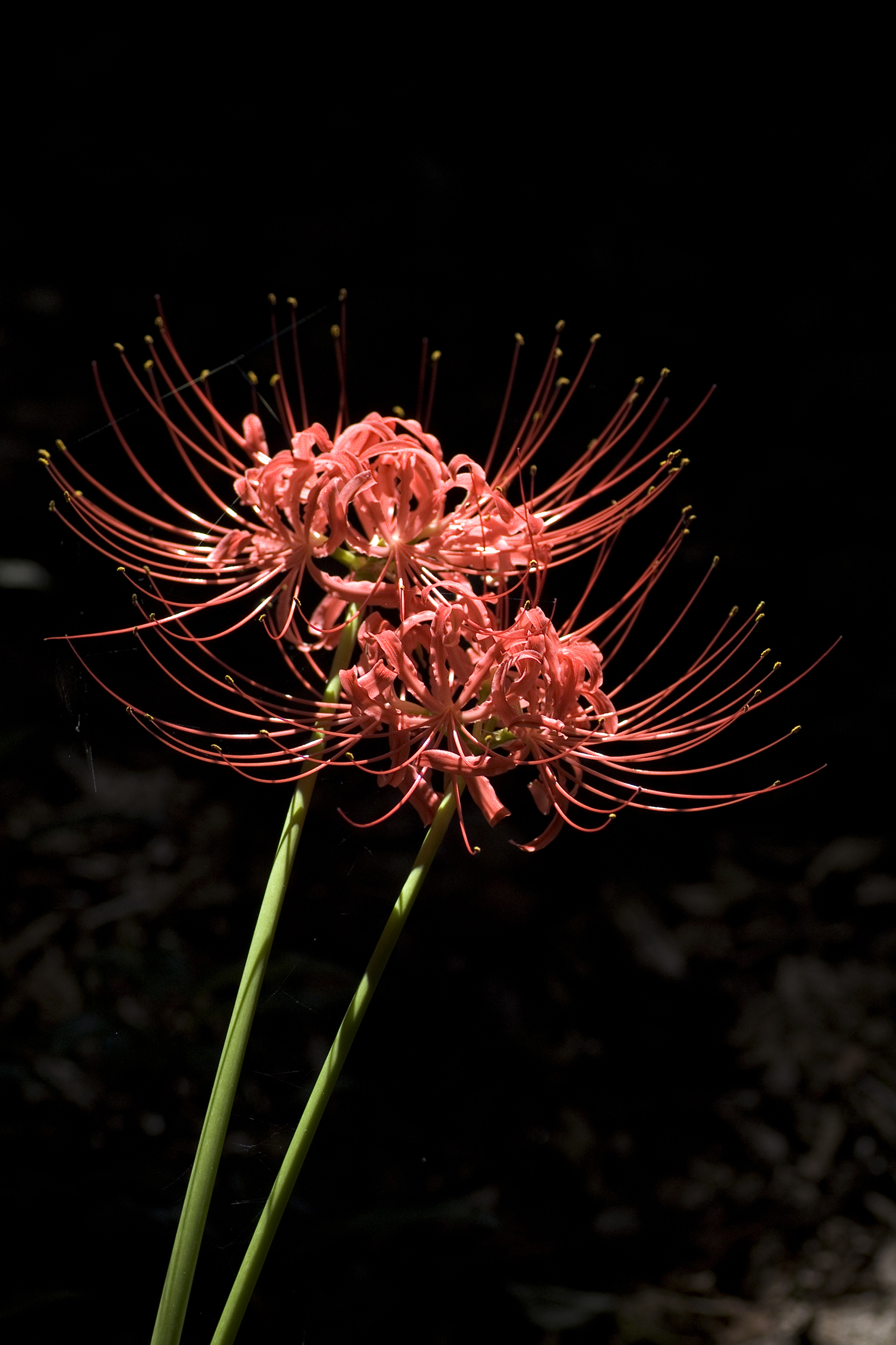
Detail rozkvetlé rostliny

Lycoris radiata je druh rostliny z čeledi amarylkovité. Je to cibulovina s úzkými listy a červenými květy s nápadně dlouhými tyčinkami. Plodem je tobolka. Druh se vyskytuje ve východní Asii, zplaněle však roste i v jiných částech světa. Rozkvétá v podzimním období s příchodem dešťů.
Rostlina obsahuje alkaloidy (zejména lykorin) a je za syrova jedovatá. Je pěstována zejména v Japonsku, Číně a na jihovýchodě USA jako okrasná rostlina. Je také zdrojem farmaceuticky významného alkaloidu galantaminu. V České republice se pěstuje velmi málo.

## Popis
Lycoris radiata je vytrvalá bylina s podzemní kulovitou až vejcovitou cibulí. Listy jsou tmavě zelené, asi 15 cm dlouhé a 0,5 cm široké. Květní stvol je asi 30 cm dlouhý, zakončený okolíkem složeným ze 4 až 7 květů. Květenství je podepřené 2 listeny. Květy jsou jasně červené se zelenou okvětní trubkou. Okvětí je nálevkovité, zakončené silně nazpět prohnutými, kopinatými laloky. Okraje okvětních plátků jsou silně zvlněné. Tyčinky jsou přirostlé v ústí okvětní trubky, mají dlouhé tenké nitky a silně vyčnívají z květů. Semeník obsahuje několik vajíček a nese tenkou čnělku zakončenou drobnou hlavatou bliznou. Plodem je tobolka pukající 3 chlopněmi a obsahující černá, kulovitá semena. Rostlina kvete v srpnu až září a plodí v říjnu.

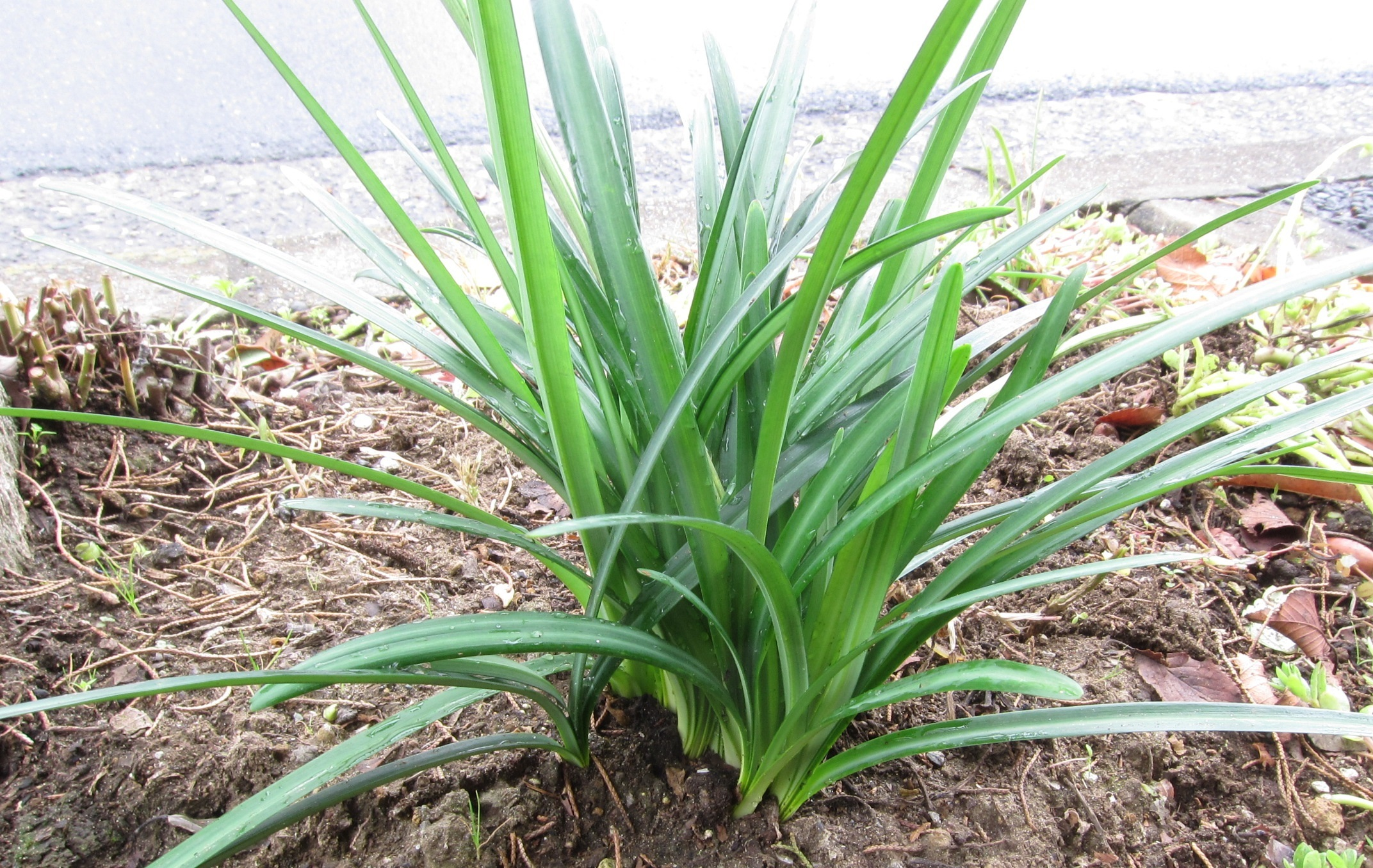
Listy Lycoris radiata
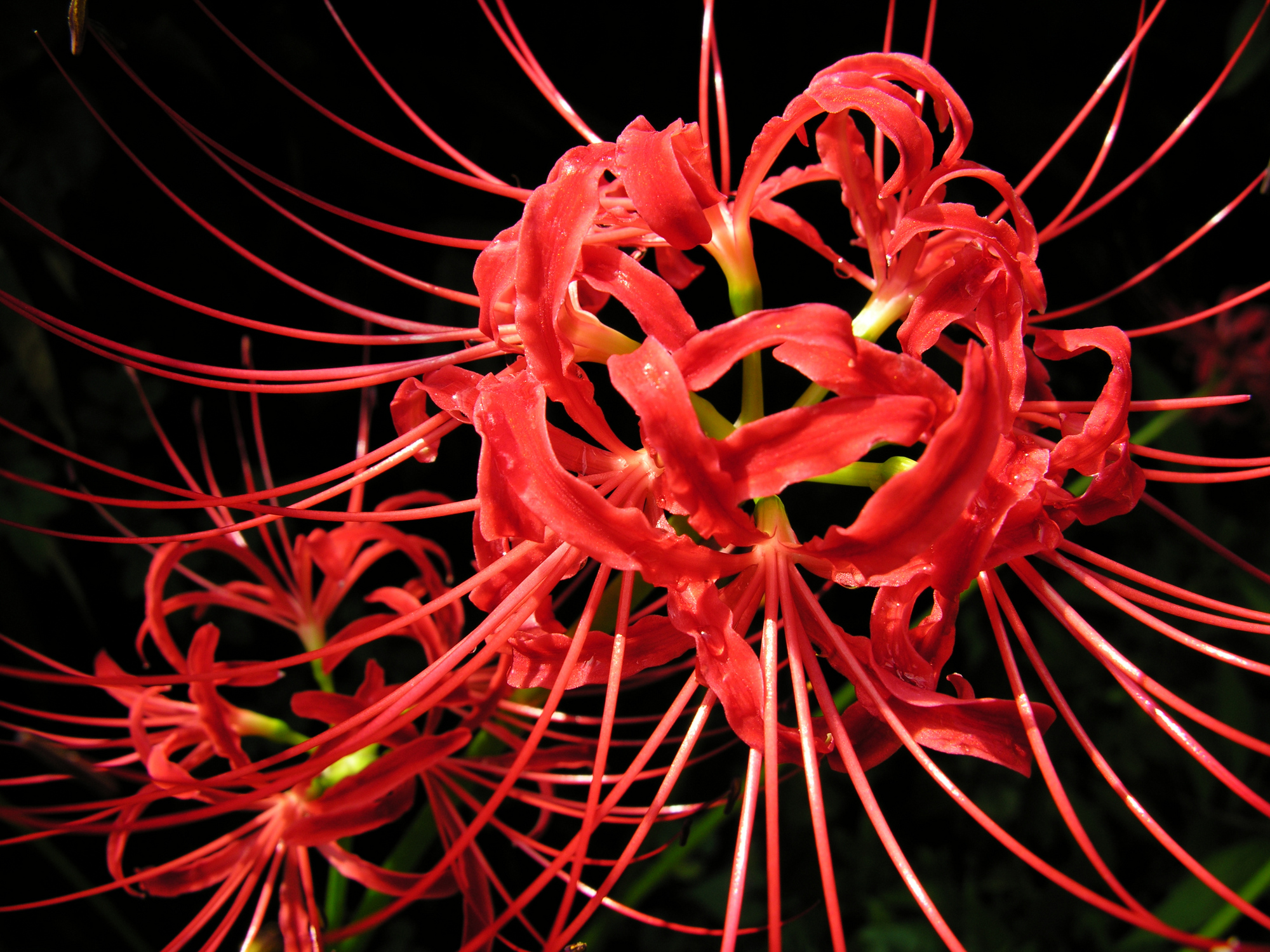
Detail květenství
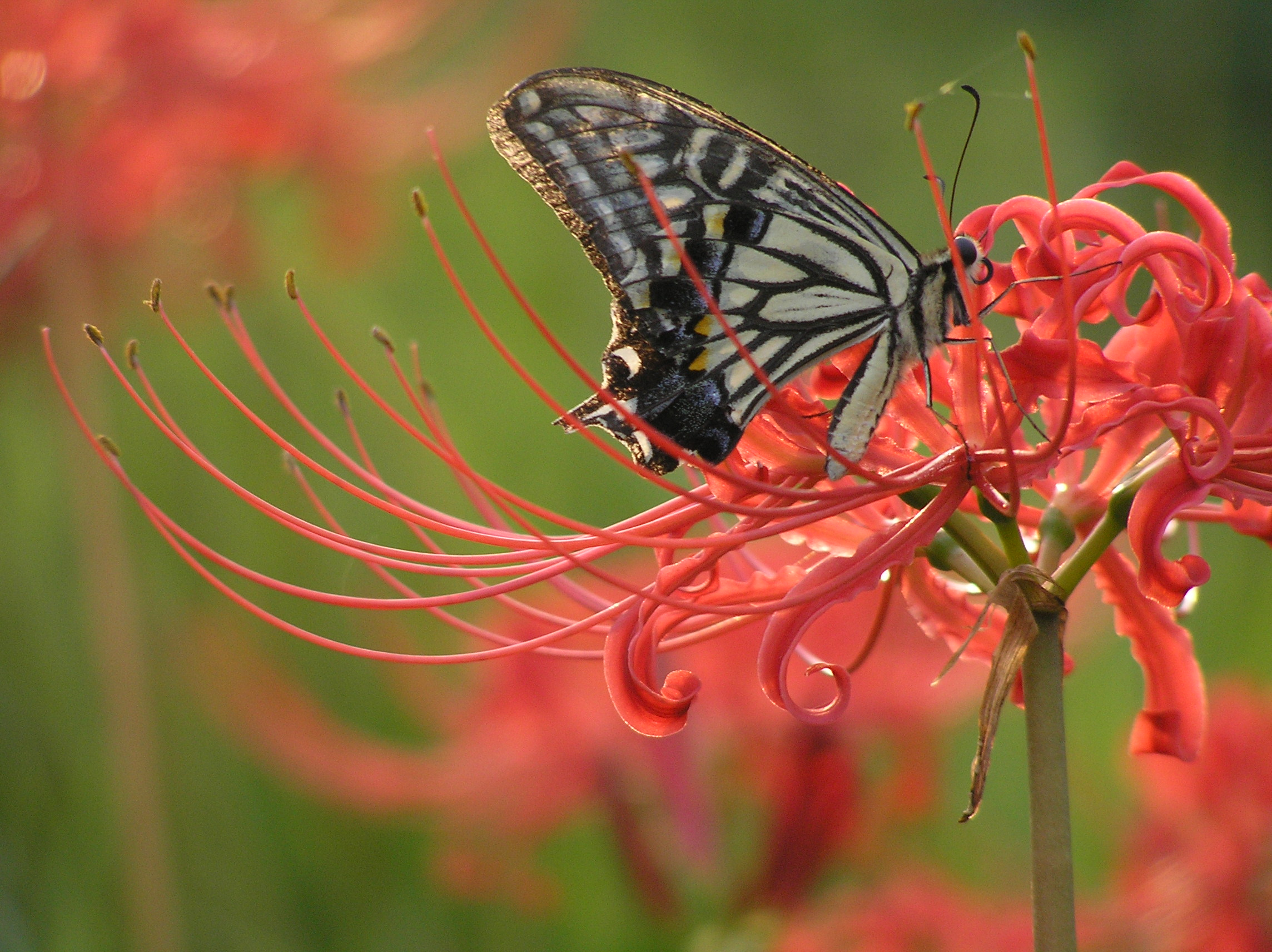
Otakárek Papilio xuthus na květech Lycoris radiata

## Rozšíření
Druh je přirozeně rozšířen v Japonsku, Koreji, Nepálu a Číně. Vyskytuje se na stinných a vlhkých stanovištích na svazích kopců a na skalnatých stanovištích podél vodních toků v nadmořských výškách do 1000 metrů, řidčeji i výše.

## Názvy a zajímavosti
Rod byl pojmenován na počest starořímské herečky Lycoris, která byla milenkou Marca Antonia.
Rostlina je s oblibou pěstována v jihovýchodních oblastech USA. Nazývají ji zde Hurrican liliy, neboť doba jejího květu se překrývá se sezónou hurikánů. Dalším názvem je Spider lily (pavoučí lilie, podle dlouhých tyčinek vyčnívajících z květů) nebo také Resurrection lily (lilie zmrtvýchvstání). V Japonsku je rostlina známá jako Higanbana. Název je odvozen od slova higan, které označuje japonský buddhistický svátek v době rovnodennosti, a od slova bana (květina).
Rostlina figuruje v japonském filmu Higanbana z roku 1958, který byl v Čechách promítán pod názvem Květ rovnodennosti.

## Taxonomie
Rod Lycoris je v rámci taxonomie čeledi Amaryllidaceae řazen do podčeledi Amaryllidoideae a spolu s příbuzným, středoasijským rodem Ungernia do tribu Lycorideae.
V rámci druhu jsou rozlišovány 2 variety. Lycoris radiata var. radiata je triploidní druh, rozšířený v oblasti od Japonska po Nepál. Tato varieta je sterilní a netvoří semena. Množí se pouze vegetativně. Naproti tomu Lycoris radiata var. pumila je diploidní a plodná. Vyskytuje se v jižní a východní Číně.

## Obsahové látky a jedovatost
Rostlina obsahuje jedovaté alkaloidy, zejména lykorin a další příbuzné látky ze skupiny fenanthridinových alkaloidů. Podobné látky obsahují i narcisy. Také byly zjištěny fenolické látky, konkrétně trimethylether floracetofenonu. Požití malého množství rostliny se zpravidla obejde bez následků, při větším množství se dostavuje nauzea, zvracení, břišní křeče, průjem a s ním související dehydratace, a iontová nerovnováha. Díky obsahu jedovatých látek se rostlině vyhýbá zvěř i hlodavci.

## Význam
Rostlina je zejména v Japonsku a Číně již po dlouhý čas pěstována jako okrasná cibulovina. Bývá vysazována zejména v okolí chrámů a hřbitovů. V Japonsku je také často vysazována v okolí rýžových polí, neboť svojí jedovatostí odpuzuje hlodavce a jiné škůdce.
Cibule jsou po úpravě jedlé, a je z nich lokálně získáván škrob. Za syrova je rostlina jedovatá. Druh slouží jako farmaceutická surovina k získání alkaloidu galantaminu, který se používá při léčbě Alzheimerovy choroby. Za tímto účelem se v Číně pěstuje na plantážích.

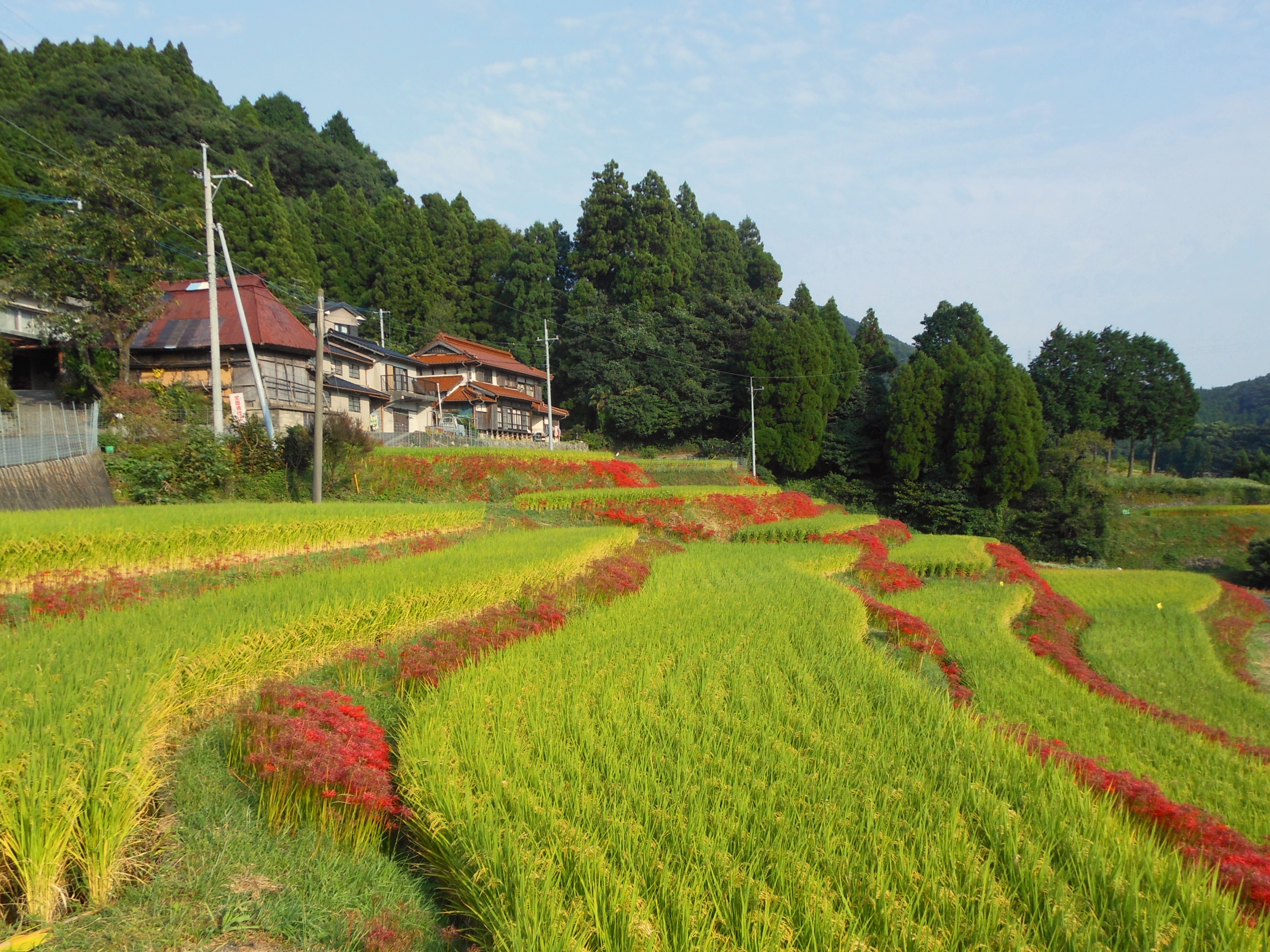
Lyroris radiata mezi rýžovými poli v Japonsku
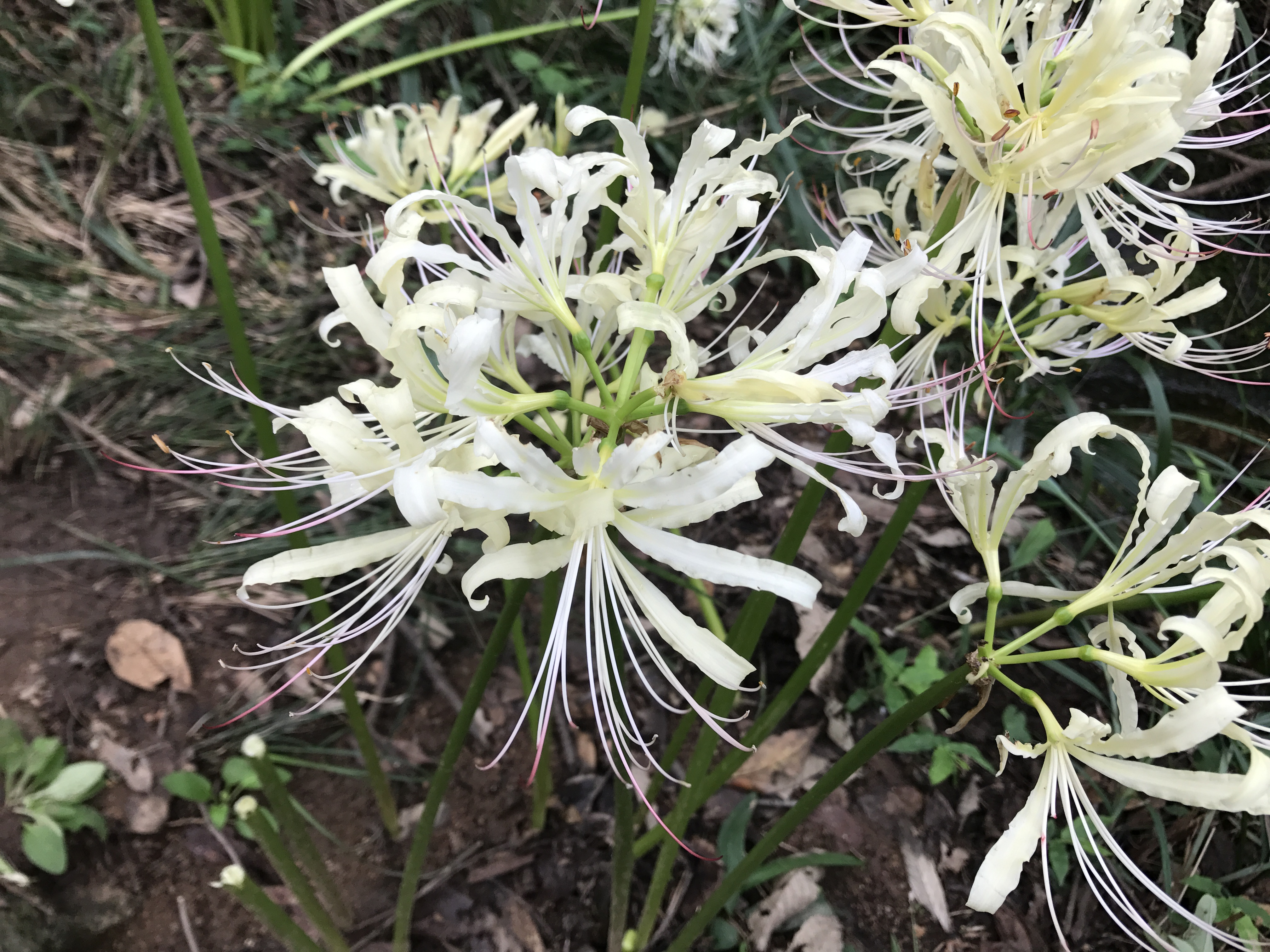
Bělokvětá varieta

## Pěstování
Rostliny mají vegetační sezónu od podzimu do jara a na léto zatahují. Vykvétají po prvních silných deštích.
Cibulky se sázejí do dobře propustné půdy. Ve vegetační sezóně vyžadují přiměřené vlhko, na začátku léta je však třeba zálivku omezit. Prospívají na plném slunci i v polostínu. Druh je podle některých zdrojů možno pěstovat ve venkovních podmínkách v zóně odolnosti 6, při dobré ochraně i v zóně 5. Jiné zdroje naproti tomu uvádějí zónu 7 až 8. Možnost pěstování ve venkovních podmínkách v České republice je však s velkým otazníkem. Pokud listy v zimě vymrzají, cibulky postupně slábnou a rostliny nakonec hynou. Ani v českých botanických zahradách se nejedná o běžný druh. Množí se adventivními cibulkami.